# GLtron
GLtron é um jogo eletrônico de ação baseado na "Guerra de Motos de Luz" presente no filme Tron. O jogo é um software livre e de código aberto desenvolvido por Andreas Umbach e lançado no dia 14 de dezembro de 2003 para Microsoft Windows, Linux e macOS. Atualmente se encontra na versão 0.70, a mais estável, lançada no dia 31 de julho de 2016.

## Desenvolvimento

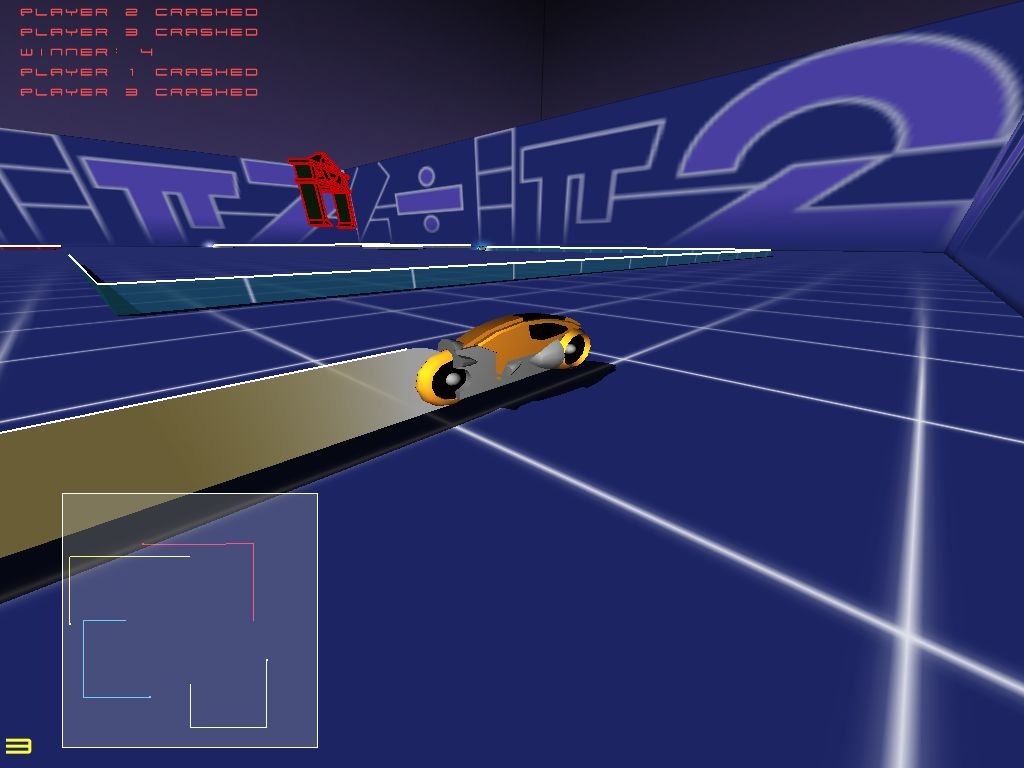
Captura de tela mostrando o cenário de GLtron.

Originalmente um projeto privado de Andreas Umbach na universidade, a primeira versão foi escrita em junho de 1998. No ano seguinte, o desenvolvimento de software livre começou com a criação da versão 0.20, quando então o código-fonte do jogo foi disponibilizado no SourceForge sob a licença de software GPLv2. O porte para novas plataformas, como uma antiga versão no Android, foi feito principalmente pela comunidade de GLtron. A trilha sonora foi composta pelo finlandês Peter Hajba e se chama Revenge of Cats.

## Jogabilidade
O objetivo do jogo é não morrer ao colidir com paredes formadas por onde as motos de luz passam. A moto jogável pode ser impulsionada por um turbo limitado. Você a controla utilizando os direcionais, podendo usar o mouse para olhar ao redor enquanto dirige. São disponibilizados alguns modos gráficos que o jogador pode escolher. Há três modos de jogo: o booster (lit.  "turbo"), no qual é adicionado um botão extra para acionar o turbo; o wall accel (lit.  "aceleração de parede"), em que a velocidade da moto aumenta se muito próxima da parede de luz do oponente e o modo both (lit.  "ambos"), no qual os dois primeiros modos estão disponíveis. As arenas possuem vários tamanhos customizáveis, do "minúsculo" ao "vasto".